# Inés Esteban
Inés Esteban (Toledo, 1488 - Talavera de la Reina, 1500) fue reputada como niña profetisa. 

## Biografía
Inés Esteban era una niña judeoconversa nacida en 1488 en Toledo. Inés era hija de Juan Esteban, zapatero y curtidor. La madre, llamada Raquel, murió cuando Inés era pequeña, y entonces el padre contraería matrimonio con su segunda esposa: Beatriz Ramírez. Después de contraer matrimonio con Beatriz, en 1492 tras el Edicto de Granada, la familia decide mudarse a vivir a Herrera del Duque, villa del Condado de Belalcázar gobernado por Don Alonso de Sotomayor, huyendo del yugo de la Inquisición con la esperanza de encontrar en este recóndito lugar la tranquilidad suficiente para desarrollar su “nueva” vida como criptojudíos.
En el otoño de 1499, a la edad de 11 años, Inés empezó a tener visiones y predicar. Decía subir al cielo de la mano de su madre muerta y recibir allí de boca de los grandes profetas promesa cierta de que el Mesías estaba a punto de llegar y, con él, el fin de la opresión y la vuelta a la tierra prometida. Un mensaje de esperanza que le ganó rápidamente numerosos adeptos, aterrados por la crisis de milenarismo que sufrió Castilla con la llegada del 1500. Inés Esteban fue la profetisa que consiguió infundir esperanza en el corazón de los conversos: primero en Herrera del Duque, y después en muchos otros pueblos, aldeas y localidades.
Las noticias de esas visiones se extendieron rápidamente por la comunidad de criptojudíos, lo cual hizo que la niña se convirtiera en profetisa con tan solo 11 años. Esto desencadenó la actuación del Santo Tribunal de la Inquisición, que mandó al fiscal Fray Diego Martínez de Toledo a Herrera del Duque para ganarse la confianza de la familia de Inés y conocer lo que sucedía, ya que esto lo consideraban una amenaza para la homogeneidad católica. 
Inés Esteban fue arrestada por el Santo Tribunal de la Inquisición en abril de 1500 y la juzgó con extrema dureza, condenando a Inés junto a su familia y otros implicados a la hoguera pública por herejía el 3 de agosto de 1500 en Talavera de la Reina, cuando Inés tan solo tenía 12 años de edad.
Esta historia real del siglo XV es representada teatralmente todos los veranos por unos cien vecinos de Herrera del Duque, constituyéndose como uno de los eventos culturales más importantes de la localidad.